# Busbanzá

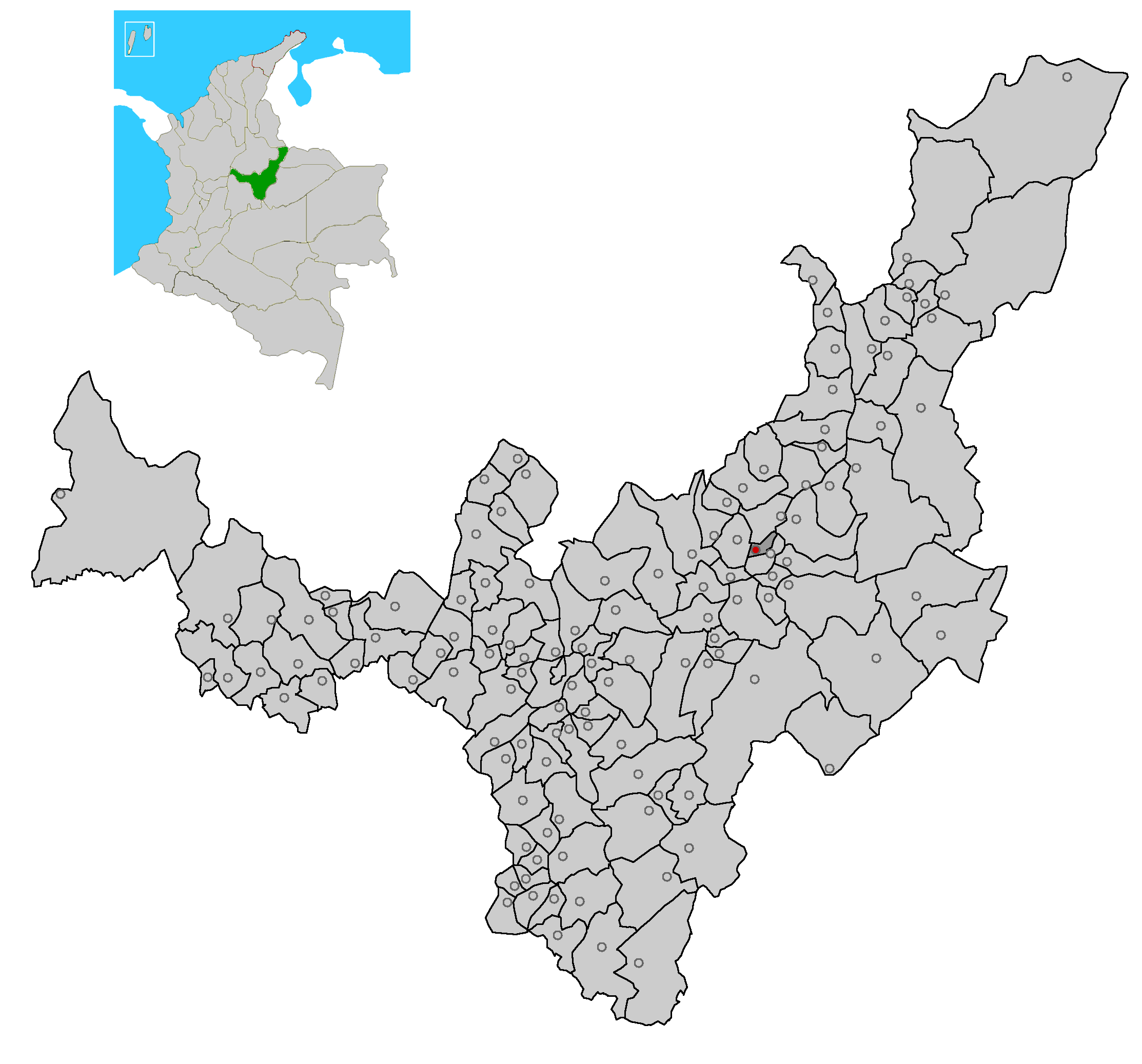
Localização de Busbanza no departamento de Boyacá.

Busbanza é um município no departamento de Boyacá, na Colômbia.